# Arado Ar 234
O Arado Ar 234 foi um bombardeiro a jato, desenvolvido pela Arado e utilizado pela Alemanha Nazi no final da Segunda Guerra Mundial. Inovou por ter sido o primeiro avião bombardeiro a jato e ser provido com pára-quedas de travagem.
Foi projectado inicialmente como avião de reconhecimento, porém poucos operaram antes do final da guerra. O bombardeiro operou em tão baixo número que não teve influência alguma no curso do conflito, embora os de reconhecimento obtivessem melhores resultados, voando praticamente imunes aos caças aliados graças à sua grande velocidade.
Mesmo assim, a fábrica de aviões da Arado desenvolveu uma série do mesmo aparelho (denominada Ar 234C) com quatro motores, visando ainda mais velocidade. O Ar 234 demonstrou grande valia como avião de reconhecimento. Durante a invasão da Normandia pelas forças aliadas, o avião fotografou os desembarques de tropas e cargas nas praias, dando à Wehrmacht a real dimensão da força inimiga. Em 1945, a versão bombardeiro do Ar 234 teve participação na ofensiva alemã nas Ardenas, bombardeando aeródromos aliados.
O aparelho também teve uma versão de caça noturno, mas não se tem registro que tenha conseguido algum abate.

## História
O Blitz (Relâmpago) foi o único bombardeiro turbojato a entrar em operação na Segunda Guerra Mundial, e, por isso, foi um importante marco no desenvolvimento da aviação militar.
Suas origens datam de uma especificação de 1940, emitida pelo Ministério da Aeronáutica alemão para um avião de reconhecimento rápido com motor turbojato.
Um programa intensivo de projeto e desenvolvimento resultou em nada menos que 18 protótipos com dois motores Junkers 004 ou quatro turbojatos BMW 003, provisão para sistema de descolagem auxiliada por foguetes, uma cabine com ou sem pressurização e assento ejetável para o piloto; uma desajeitada combinação de um carrinho, que era lançado durante a descolagem, e esquis extensíveis para aterragem.
Quatro B-1s foram operados pelo Sonderkommando Götz, baseado em Rheine a partir de julho de 1944, para missões de reconhecimento e no início de outubro, em missões de reconhecimento sobre a Europa, ocupada pelos Aliados, e Ilhas Britânicas.

## Variantes
Dados de: Aircraft of the Third Reich Vol.1
Arado E 370
Plano proposto ao Reichsluftfahrtministerium (RLM) para um bombardeiro de reconhecimento a jato.
Ar 234 V1 à V5
Protótipos iniciais do Ar 234A com trem de aterragem em esquis, e 2 x motores Junkers Jumo 004.

## Imagens

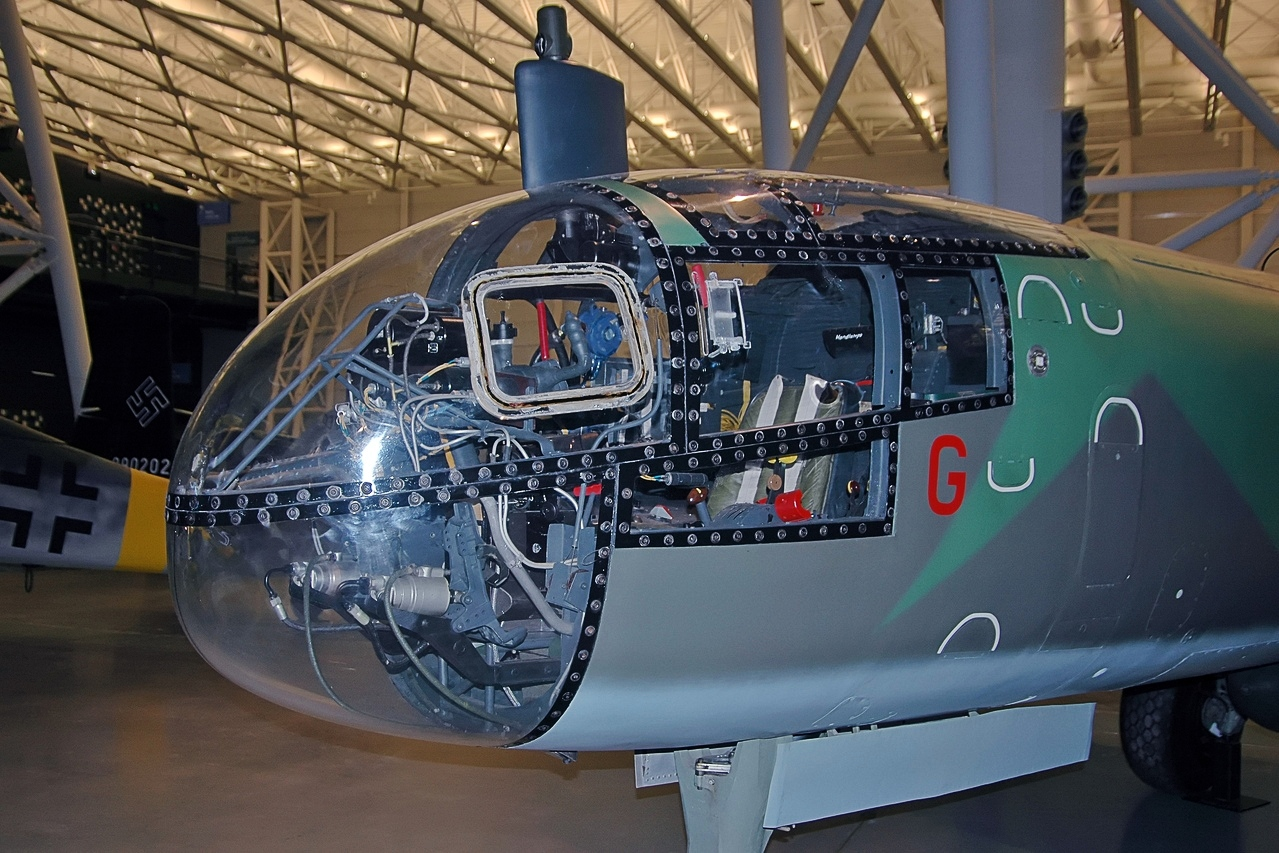
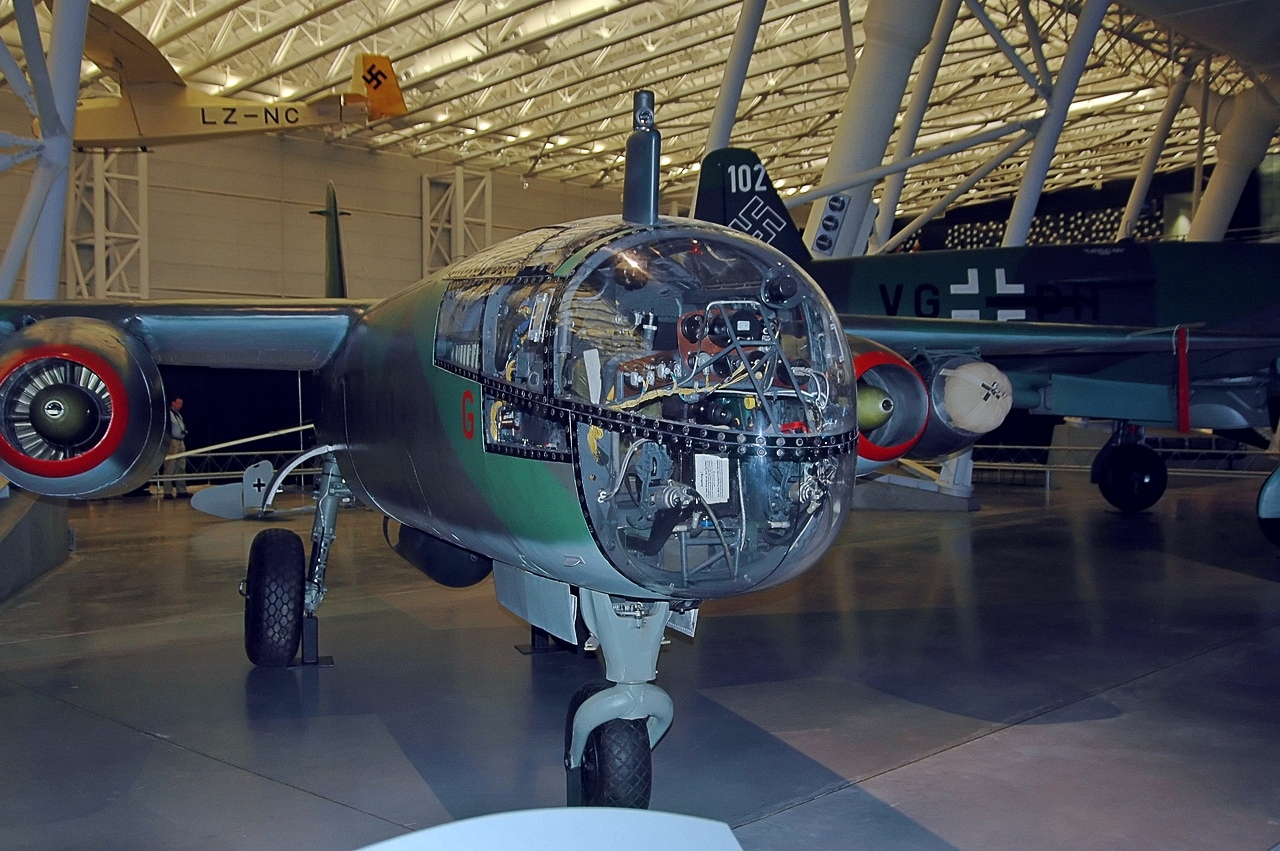
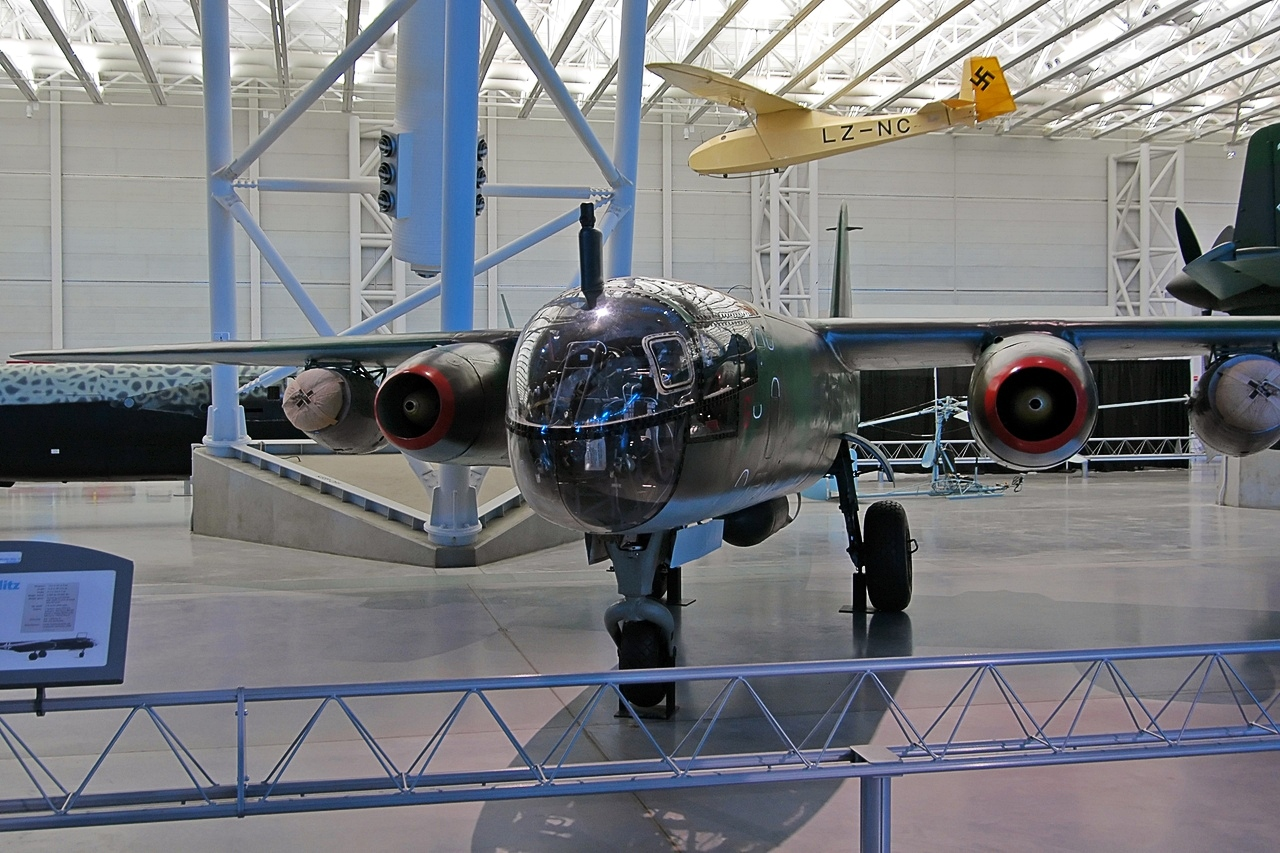
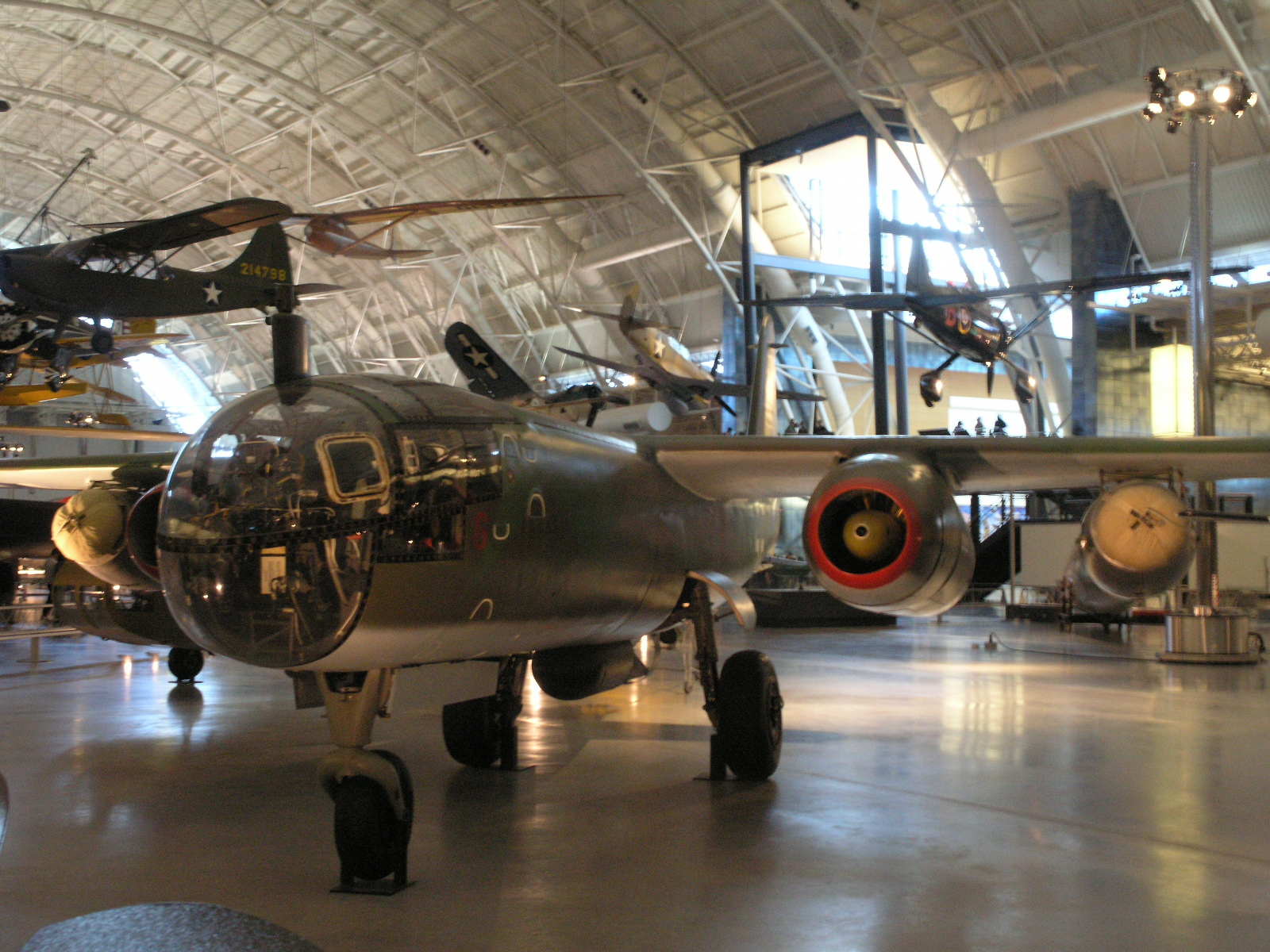
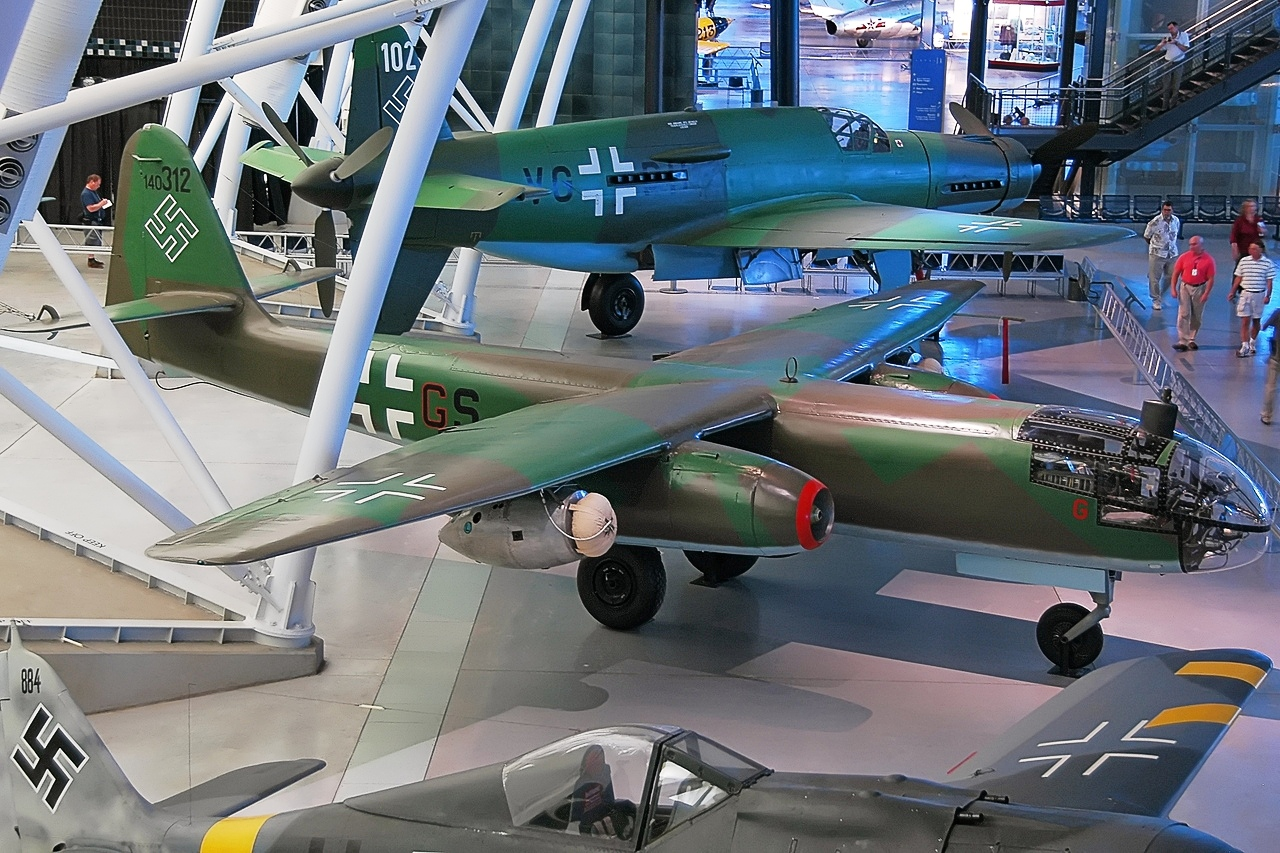
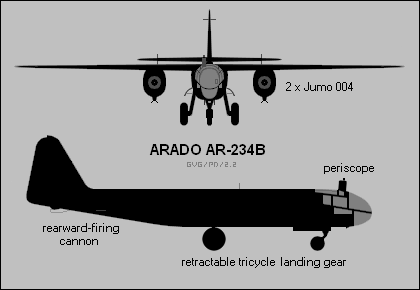
Desenho em perspectiva e de frente do Arado Ar 234B